# Подвиг розвідника
«Подвиг розвідника» (рос. «Подвиг разведчика») — український радянський художній фільм 1947 року. Зняв на Київській кіностудії режисер Борис Барнет за повістю Михайла Маклярського.

## Сюжет
Дія фільму розгортається в часи німецько-радянської війни.
Радянський розвідник Олексій Федотов під іменем німецького офіцера Генріха Еккерта вирушає в окуповану німцями Вінницю із завданням: викрасти та доставити радянському командуванню таємне листування генерала фон Кюна (його зіграв сам режисер фільму Борис Барнет) з гітлерівською ставкою. Йому вдається не лише виконати завдання, але й викрасти самого генерала.
За прототип головного героя вважають радянського розвідника Миколу Івановича Кузнецова, що діяв у тилу німців під виглядом німецького офіцера Пауля Зіберта. Протягом 1943 — 1944 років у Західній Україні Кузнецов здійснив низку терористичних актів проти високопосадовців Третього Рейху.

## Історія
Фільм знімали у Вінниці майже одразу після визволення міста від німецької окупації у березні 1944 року.
Під час перегляду фільму в клубі НКВД, впливові особи цього відомства, які були там присутні, висловили своє крайнє незадоволення.
Міністр держбезпеки Абакумов, сказав, що він категорично проти демонстрації фільму. Абакумов побачив у фільмі факт «розголошення методів агентурної розвідки». І звинуватив у цьому одного з авторів сценарію, колишнього полковника держбезпеки Маклярського.
Професійні розвідники теж були проти. Вони вважали, що фільм «Подвиг розвідника» не що інше, як явна профанація і наклеп на радянську розвідку.
На захист фільму виступив режисер Михайло Ромм. Він висловився в тому сенсі, що «Подвиг розвідника» — не посібник для майбутніх професіоналів спецслужб, а майстерно зроблений детектив. І тому, попри перебільшення й деякі невідповідності, буде цікавий глядачам.
Усе вирішило схвалення кінострічки Сталіним, який любив продивлятися кіноновинки в себе на дачі. Фільм настільки йому сподобався, що голова держави особисто підписав посвідчення про присвоєння офіцерського звання Павлу Кадочникову.
Стрічка вийшла на екрани у 1947 році й одразу завоювала величезну популярність. Лише за перший рік її переглянули 22 мільйони глядачів. У 1948 році виконавцю головної ролі Павлу Кадочникову, режисеру, художникові та сценаристам була присуджена Сталінська премія.

## У ролях
- Павло Кадочников — майор Олексій Федотов, він же Генріх Еккерт
- Амвросій Бучма — агроном Лещук
- Віктор Добровольський — генерал розвідки
- Дмитро Мілютенко — Бережний
- Сергій Мартінсон — Віллі Поммер
- Михайло Романов — Еріх фон Руммельсбург
- Петро Аржанов — Карповський він же Штюбінг
- Борис Барнет — генерал фон Кюн
- Олена Ізмайлова — Тереза Губер
- Віра Улесова — Ніна
- Сергій Петров — Астахов
- Віктор Халатов — Фрідріх Поммер
- Валерія Драга — фрау Поммер
- Олексій Биков — Медведєв

## Знімальна група
- Режисер-постановник: Барнет Борис Васильович
- Сценаристи: Михайло Маклярський, Михайло Блейман, Костянтин Ісаєв
- Директор фільму: М. Камінський
- Художник-постановник: Уманський Моріц Борисович
- Художники: Катерина Юкельсон, Юнія Майєр
- Оператор: Данило Демуцький
- Композитор: Дмитро Клебанов, Оскар Сандлер

## Відгуки кінокритиків
За словами Ірини Захарчук, кінокритика часопису «Слово і час», у фільмі домінує «… христологічно-агіографічна модель мілітарного героя. Він поставав не просто як воїн, що виконує бойове завдання, а як носій єдиної правди про війну, людина, котра черпає фізичну й моральну силу для подвигів у совєтській ідеології» На думку ж Олександра Скрипника, кінокритика військового журналу СЗРУ «Камуфляж», стрічка «… стала на довгі роки культовим фільмом у повоєнний період.».